# Claude Picot
Claude Picot (né en janvier 1614, mort le 6 novembre 1668) est un ami et collaborateur de René Descartes.

## Éléments biographiques
Dans sa Vie de M. Descartes, Adrien Baillet l'appelle « le sieur Claude Picot, prieur du Rouvre ». Il était le fils d'un receveur général des finances de Bordeaux et avait deux frères, dont l'un fut premier valet de chambre de la garde-robe du roi, avant de devenir receveur général auprès de son père, et l'autre fut conseiller à la Cour des Aides de Guyenne à Bordeaux. Bien que titulaire d'un bénéfice ecclésiastique (d'où son nom traditionnel d'« abbé Picot »), Claude Picot était un libertin, ami de Jacques Vallée Des Barreaux. Sa mort, exemple de libre-pensée souriante, est racontée par Tallemant des Réaux dans ses Historiettes.
Selon Adrien Baillet, « personne n'entra plus avant dans [l]a familiarité et dans la connaissance [d]es affaires » de Descartes. Il fit un séjour de plusieurs mois chez le philosophe, au château d'Endegeest, en 1641 ou 1642 ; selon une conjecture de Charles Adam, il serait l'Épistémon du dialogue inachevé intitulé La Recherche de la vérité par la lumière naturelle, dont le cadre (une « maison de campagne ») serait Endegeest, et l'autre visiteur (« Poliandre ») Des Barreaux. Ensuite, Picot a traduit du latin en français les Principes de la philosophie ; Descartes lui dédia l'importante lettre-préface (publiée en appendice à la traduction) avec la métaphore de l'arbre de la connaissance.
Il fut d'autre part chargé par le philosophe de ses affaires financières en France (« l'agent de ses affaires domestiques », écrit Baillet), et fut son hôte à Paris lors de ses trois derniers séjours dans la capitale (en 1644, 1647 et 1648). Il est le destinataire de plusieurs lettres conservées de Descartes, datées d'entre avril 1644 et le 15 janvier 1650, quelques jours avant la mort du philosophe à Stockholm.